# Sisonne
De sisonne is een beweging uit de turnsport.
De sisonne wordt uitgevoerd door vrouwen op de toestellen evenwichtsbalk en op de vloer.
Bij de sisonne staat men met twee voeten tegen elkaar in de lengterichting. Men springt met één voet naar voren, beweegt het andere been naar achteren en landt op het voorste been.